# Evgeni Kozhevnikov
Evgeni Kozhevnikov (russisch Евгений Кожевников Jewgeni Koschewnikow, hebräisch יבגני קוז'בניקוב‎; * 29. Oktober 1981 in Leningrad, Russische SFSR) ist ein israelischer Eishockeyspieler, der seit 2014 für den HC Bat Yam in der israelischen Eishockeyliga und parallel seit 2023 für die Bat Yam Dolphins in der Sommerliga Israel Elite Hockey League spielt. Sein Zwillingsbruder Michail spielte ebenfalls viele Jahre in Deutschland und ist ebenfalls israelischer Nationalspieler.

## Karriere
Evgeni Kozhevnikov begann seine Karriere in der zweiten Mannschaft der Ratinger Ice Aliens, für die er unterklassig spielte. In den folgenden Jahren wechselte er in schneller Folge den Verein, wobei er überwiegend in Nordrhein-Westfalen aktiv war. Lediglich beim Neusser EV hielt es ihn länger. Während dieser Zeit besaß er die deutsche Staatsbürgerschaft. Mit Unterbrechungen spielte er insgesamt fünf Jahre in Neuss. 
Seit 2014 spielt er zusammen mit seinem Bruder für den HC Bat Yam in der israelischen Eishockeyliga. Mit dem Klub wurde er 2016, 2018 und 2019, als er im Endspiel gegen Maccabi Metulla drei der fünf Tore für Bat Yam erzielte, israelischer Meister. Parallel spielt er seit 2023 für die Bat Yam Dolphins in der Sommerliga Israel Elite Hockey League.

### International
Für die israelische Eishockeynationalmannschaft nahm Kozhevnikov ebenso wie sein Bruder erstmals an der Weltmeisterschaft 2017 in der Division II teil. Auch bei den Weltmeisterschaften 2018, 2019, als er bester Vorlagengeber und nach seinem Landsmann Eliezer Sherbatov zweitbester Scorer des Turniers war, 2022 und spielte 2023 er in der Division II.
Neben seiner aktiven Laufbahn ist er im Nachwuchsbereich als Trainer für den israelischen Eishockeyverband tätig. Er betreute die Juniorenteams bei der U18-Weltmeisterschaft 2023 und bei der U20-Weltmeisterschaft 2024 jeweils in der Division III, wobei bei beiden Turnieren der Aufstieg in die Division II gelang.

## Erfolge und Auszeichnungen
- 2016 Israelischer Meister mit dem HC Bat Yam
- 2018 Israelischer Meister mit dem HC Bat Yam
- 2019 Aufstieg in die Division II, Gruppe A, bei der Weltmeisterschaft der Division II, Gruppe B
- 2019 Bester Vorlagengeber der Weltmeisterschaft der Division II, Gruppe B
- 2019 Israelischer Meister mit dem HC Bat Yam
- 2023 Aufstieg in die Division II, Gruppe B, bei der U18-Weltmeisterschaft der Division III, Gruppe A (als Trainer)
- 2024 Aufstieg in die Division II, Gruppe B, bei der U20-Weltmeisterschaft der Division III, Gruppe A (als Trainer)